# 第18回日本スカウトジャンボリー
第18回日本スカウトジャンボリー（だい18かいにっぽんスカウトジャンボリー）とは、2022年（令和4年）8月4日から8月10日（会場によって異なる）に日本各地の会場で開催されたボーイスカウト日本連盟主催のスカウトの大会。「18NSJ」とも表記されることがある。開催方式は初の分散型となった。

## 概要
ボーイスカウト日本連盟が創立100周年を迎えた記念大会であり、大会のテーマは「100＋ f 〜自分の f を探せ〜」（ f はfuture, friend, family, faith, fun, face, fuji など）。会場は中央会場（東京）、サテライト会場（全国5会場）、ジャンボリーサマー2022会場で、分散型のため全国各地で行われた。参加対象はボーイスカウトとベンチャースカウトとなっている。大会規模はスタッフ含めて約10,000人となった。

## 目的
本大会は、新型コロナウィルス感染拡大の影響により停滞しているスカウト活動の再興、ボーイスカウト日本連盟創立100周年記念大会として、「活動的で自立したスカウトを育てる」ことを目指すということを目的としている

## 開催までの経緯
- 2021年10月 - ジャンボリーインフォメーション第1号発行
- 2021年11月 - WEBサイト開設
- 2021年12月 - ジャンボリーインフォメーション第2号発行
- 2022年1月 - スマートフォンアプリ公開
- 2022年4月 - 大会ソング発表
- 2022年5月 - ジャンボリーインフォメーション第3号発行（発行時期変更）
- 2022年6月 - 参加章の発送、ジャンボリーインフォメーション第4号発行（発行時期変更）
- 2022年7月 - ジャンボリーインフォメーション第5号発行
- 2022年8月 - ジャンボリー開幕

出典: 

## プログラム

### ジャンボリー日本一プログラム
3種のスカウトスキルを同じルールで競って日本一を決める。
- 火起こし：決められた量の薪を用意して、一定の高さに張った麻ひもを焼き切る時間を競う。
- 班旗立て：棒をつなぎ合わせて、基準の高さに到達する時間を競う。
- 手旗：お題の言葉を手旗を使って伝言して、最初の人から最後の人まで伝わる時間を競う。

### サテライトプロラム
サテライト会場やジャンボリーサマー2022では、各会場や開催地域の特徴を活かしたサテライトプログラムに取り組む。

### 信仰奨励
班や隊でスカウツオウン・サービスを実施する。

### SDGsプログラム
班でSDGsの目標を選び、ジャンボリー期間中にチャレンジする。

## ジャンボリー大集会
YouTube上で2022年8月7日(日) 17:00より開催された。テーマは「つながれ! ぼくらのジャンボリー!」。会場は東京都の大田区総合体育館で一般参加者も受け入れた。　全国から集まった代表スカウトと、中央会場・サテライト会場の参加者をオンラインでつなぎ、日本連盟創立100周年を祝った。

### プログラム
第1部
- オープニングムービー
- オープニングアクト

- 都道府県連盟紹介

第2部
- オープニングイベント
- サテライト会場の中継

- 各地からのメッセージビデオ

第3部
- スカウトメッセージ
- クロージングムービー
- ミニライブ

- 閉会

## 会場
- 中央会場（東京都2カ所）[2]
  - 大田区立平和島公園キャンプ場（大田ベース/8月5日〜10日）
  - 八王子ひよどり山キャンプ場（八王子ベース/8月5日〜10日）
- サテライト会場（全国5カ所、新型コロナウィルス感染拡大の影響で中止会場あり）[2]
  - 宮城県：国立花山青少年自然の家 南蔵王野営場（8月5日〜10日/中止）
  - 茨城県：大和の森 高萩スカウトフィールド（8月5日〜10日/中止）
  - 埼玉県：秩父ミューズパーク（8月4日〜9日）
  - 神奈川県：川崎市東扇島東公園（8月5日〜10日/中止）
  - 熊本県：県立あしきた青少年の家（8月4日〜9日）
- ジャンボリーサマー2022会場（全国各地）[2]

## 大会公式アプリ
今大会でも前大会と同じく公式アプリが開発された。アプリでは、各会場の場所、人数、様子やジャンボリー日本一プログラムのランキングなどを見ること、大会実行委員会からの最新情報を得ることができる。その他、ARフェイスペイント、フォトフレーム、友情ゲーム、SNS連携の機能がある。

## 大会テーマソング
- 『ボーイスカウト 〜いま 高き峰へ〜』
ボーイスカウト日本連盟の創立100周年を記念して作られた新たなスカウトソング。全国の加盟員から寄せられた「ことば」をもとに、音楽家の弓削田健介が作曲した[9]。